# گرتا مجلومیان
گرتا ایسکانداری مجلومیان (ارمنی: Գրետա Իսկանդարի Մեջլումյան؛ انگلیسی: Greta Mejlumyan؛ ۸ مهٔ ۱۹۵۳) یک بازیگر اهل ارمنستان است. وی از سال میلادی تاکنون مشغول فعالیت بوده است.

## زندگی‌نامه
وی در ۸ مهٔ ۱۹۵۳ در وانادزور به دنیا آمد و از آکادمی دولتی هنرهای زیبای ارمنستان (۱۹۷۵) فارغ‌التحصیل شد. وی در تئاتر دراماتیک وانادزور (۱۹۷۵–۱۹۹۶)، فرهنگستان دولتی تئاتر سوندوکیان از ۱۹۹۶ و انستیتو دولتی سینما و تئاتر ایروان فعالیت کرده است. وی همچنین برندهٔ جوایزی همچون هنرمند افتخاری جمهوری ارمنستان (۲۰۰۴) شده است.

## گزیده فیلمشناسی
از فیلم‌ها یا برنامه‌های تلویزیونی که وی در آن نقش داشته است می‌توان به دوران کودکی منقطع، تئوانیک اشاره کرد.

## یادداشت
1. ↑  Broken Childhood